# Aviata Silago
Pas d'image ? Cliquez ici

a Compétitions nationales et continentales officielles uniquement.

Dernière mise à jour le 7 avril 2024.
Aviata Silago, né le 2 janvier 1993, est un joueur néo-zélandais de rugby à XV qui évolue principalement au poste de centre au CS Bourgoin-Jallieu.

## Biographie
Aviata Silago, néo-zélandais d'ascendance samoane, est originaire de Wellington et joue avec l'équipe des moins de 20 ans de Wellington.
Il arrive en France au SO Chambéry en 2013, avec qui il est sacré champion de Fédérale 1 en 2016.
En 2016, Silago rejoint le CS Bourgoin-Jallieu, avec qui il dispute son premier match de Pro D2 le 16 septembre 2016 contre le RC Vannes. Avec 94 points marqués, il est le meilleur marqueur du CSBJ mais ne peut empêcher la relégation du club.
Aviata Silago rallie alors l'US Montauban en 2017. En janvier 2019, il prolonge son contrat de deux saisons, soit jusqu'en 2021. Après avoir été utilisé au centre lors de ses deux premières saisons à Montauban, il dispute la saison 2019-2020 en tant que demi d'ouverture.
En 2021, il rejoint l'USO Nevers.
En février 2023, il est prêté au SO Chambéry jusqu'à la fin de la saison.
À l'été 2023, il fait son retour au CS Bourgoin-Jallieu.

## Style de jeu
Aviata Silago est capable de jouer aux postes de demi d'ouverture, de centre ou encore d'arrière. Son gabarit musculeux lui permet d'exceller en défense, et il possède aussi des qualités de passes et d'habilité, ainsi qu'un coup de pied précis permettant d'inverser la pression.